# Sakado
Sakado (jap. 坂戸市, -shi) ist eine Stadt im Zentrum der Präfektur Saitama.

## Geografie
Sakado liegt nördlich von Kawagoe und südlich von Higashimatsuyama.
In der Stadt fließen die Flüsse Koma und Oppe.

## Geschichte
Sakado war in der Edo-Zeit Poststation auf der Strecke von Hachiōji in Edo nach Nikkō.
Sakado erhielt am 1. September 1976 das Stadtrecht.

## Verkehr
- Zug:

Sakado wurde 1916 an die Eisenbahn mit der Tōbu Tōjō-Hauptlinie, nach Tokio (Ikebukuro) und 1943 mit der Tōbu Ogose-Linie angeschlossen.
- Straße:

Von Sakado aus ist Tokio über die Nationalstraße 254 erreichbar.
- - Kan’etsu-Autobahn

## Städtepartnerschaften
Partnerstadt von Sakado ist Dothan im Bundesstaat Alabama in den USA.

## Persönlichkeiten
- Miho Kanno (* 1977), Schauspielerin
- Kaori Yoshida (* 1981), Marathonläuferin
- Keisuke Tanabe (* 1992), Fußballspieler

## Angrenzende Städte und Gemeinden
- Kawagoe
- Tsurugashima
- Higashimatsuyama
- Hidaka
- Moroyama
- Kawajima
- Hatoyama